# Чудовиште из мочваре (ТВ серија из 2019)
Чудовиште из Мочваре (енгл. Swamp Thing) је америчка суперхеројска хорор телевизијска серија твораца Гарија Добермана и Марка Верхајдена за DC Universe, заснована на истоименом лику DC Comics-а. Дерек Мирс тумачи истоимено Чудовиште из Мочваре, биљно-елементарно створење које се бори против злонамерних сила око мочваре Луизијане уз помоћ лекара Аби Аркејн (Кристал Рид).
Премијера серије била је 31. маја 2019. године, и састоји се од 10 епизода. Убрзо након премијере, DC Universe је најавио да је серија Чудовиште из Мочваре отказана. Преостале епизоде су издате на DC Universe-у до завршетка серије 2. августа 2019. године. Серија Чудовиште из Мочваре се приказивала од 19. јануара до 22. марта 2020. године на HBO 3-у и HBO Go-у у Србији.

## Радња
Серија Чудовиште из Мочваре прати др Аби Аркејн која истражује смртоносни вирус из једне мочваре у малом граду у Луизијани, али када се мистериозно створење појави из мутне воде, она ће бити суочена са кошмарима из натприродног света.

## Улоге и ликови

### Главне
| Глумац           | Улога                  |
| ---------------- | ---------------------- |
| Кристал Рид      | Абигејл „Аби” Аркејн   |
| Вирџинија Мадсен | Марија Сандерланд      |
| Енди Бин         | Алек Холанд            |
| Дерек Мирс       | Чудовиште из Мочваре   |
| Хендерсон Вејд   | Мет Кејбл              |
| Марија Стен      | Лиз Тремејн            |
| Џерил Прескот    | Нимјуи Инвуду / Ксанду |
| Вил Патон        | Ејвери Сандерланд      |
| Џенифер Билс     | Лусилија Кејбл         |
| Кевин Дјунард    | Џејсон Вудру           |

### Споредне
| Глумац        | Улога            |
| ------------- | ---------------- |
| Леонардо Нам  | Харлан Едвардс   |
| Ел Грејам     | Сузи Којл        |
| Гивен Шарп    | Шона Сандерланд  |
| Ијан Зиринг   | Данијел Касиди   |
| Селена Андузе | Каролина Вудру   |
| Маркон Блер   | Фантом Стрејнџер |
| Ал Мичел      | Делрој Тремејн   |
| Мајкл Бич     | Нејтан Елери     |

### Гостујуће
| Глумац         | Улога           |
| -------------- | --------------- |
|                | Џоунс           |
| Тим Рас        | др Човондери    |
| Мика Фицџералд | Мансон / Трулеж |
| Адријен Барбо  | др Паломар      |
| Џејк Бјузи     | Шо              |

## Епизоде
| Бр. еп. | Наслов | Редитељ           | Сценариста                                                           | Премијера       | Прод. код |
| ------- | ------ | ----------------- | -------------------------------------------------------------------- | --------------- | --------- |
| 1       |        | Лен Вајзман       | Teleplay by : Гари Доберман и Марк Верхајден                         | 31. мај 2019.   |           |
| 2       |        | Лен Вајзман       | Марк Верхајден и Дорис Иган                                          | 7. јун 2019.    |           |
| 3       |        | Деран Сарафијан   | Роб Фреско                                                           | 14. јун 2019.   |           |
| 4       |        | Карол Банкер      | Ерин Мар и Кај Рејндл                                                | 21. јун 2019.   |           |
| 5       |        | Грег Биман        | Френклин Ро                                                          | 28. јун 2019.   |           |
| 6       |        | Тоа Фрејзер       | Танја Лотија                                                         | 5. јул 2019.    |           |
| 7       |        | Алексис Острандер | Конвеј Престон и Роб Фреско                                          | 12. јул 2019.   |           |
| 8       |        | Е. Л. Кац         | Дорис Иган                                                           | 19. јул 2019.   |           |
| 9       |        | Мајкл Гој         | Teleplay by : Марк Верхајден Story by : Ноа Грифит и Данијел Стјуарт | 26. јул 2019.   |           |
| 10      |        | Деран Сарафијан   | Teleplay by : Ерин Мар и Кај Рејндл Story by : Роб Фреско            | 2. август 2019. |           |

## Пријем

### Критични одговор
На Rotten Tomatoes-у, серија има оцену одобравања од 95% на основу 38 критика, са просечном оценом 7.44/10. Критички консензус веб-сајта гласи: „Наслањајући се на ужас свега тога, Чудовиште из Мочваре плива дубоко у ровове овог чудног света и враћа се са застрашујућом добром ТВ серијом.” Metacritic, који користи пондерисани просек, доделио је серији оцену 67 од 100 на основу критика 5 критичара, указујући на „генерално повољне критике”.

### Признања
| Година | Удружење       | Категорија                                         | Номинован(и)         | Резултат   | Реф.  |
| ------ | -------------- | -------------------------------------------------- | -------------------- | ---------- | ----- |
| 2019.  | Награда Сатурн | Најбоља суперхеројска стриминг-телевизијска серија | Чудовиште из Мочваре | Номинација | [ 6 ] |